# Pascásio Rettler
Dom Frei Pascásio Rettler, OFM, (Castrop-Rauxel, 26 de janeiro de 1915 — Sorocaba, 16 de setembro de 2004) foi um bispo católico. Primeiro bispo diocesano de Bacabal.

## Estudos
Realizou seus primeiros anos de estudos na Alemanha (1929-1932). Fez estudos secundários na Bélgica (1933-1936).
Estudou Filosofia em Curitiba (1938-1939). Cursou Teologia em Petrópolis (1940-1943).

## Presbiterado
Frei Pascásio Rettler foi ordenado padre no dia 29 de novembro de 1942, em Petrópolis.
Foi missionário popular, professor de Direito Canônico e Moral.

## Episcopado
Dom Pascásio Rettler foi nomeado primeiro bispo de Bacabal pelo Papa Paulo VI, em 24 de julho de 1968.
Recebeu a ordenação episcopal no dia 12 de setembro de 1968, em Castrop-Rauxel, na Alemanha das mãos do cardeal Lorenz Jäger e de Dom Anselmo Pietrulla, OFM e Dom Lucas Moreira Neves, OP.
Lema: «Ide e ensinai» (Mateus 28:19)

### Atividades durante o episcopado
- Bispo de Bacabal (1968-1989).

Renunciou ao múnus pastoral no dia 12 de fevereiro de 1989, por limite de idade, em conformidade com o cânon 401 do Código de Direito Canônico.

### Ordenações episcopais
Dom  Pascásio Rettler foi o celebrante da ordenação episcopal de:
- Dom Henrique Johannpötter, OFM

Dom  Pascásio Rettler foi concelebrante da ordenação episcopal de:
- Dom Karl Reger
- Dom Jacinto Furtado de Brito Sobrinho